# Козенс, Александр
Алекса́ндр Ко́зенс (англ. Alexander Cozens, 1717, Санкт-Петербург — 23 апреля 1786, Лондон) — художник английского романтизма, живописец-акварелист. Один из главных представителей (в некоторых источниках: создателей) оригинального стилевого течения английской живописи XVIII века под названием пикчуреск.

## Биография
Александр был сыном английского корабельного мастера Ричарда Козенса (1674—1735), который работал в Санкт-Петербурге судостроителем. По распространённой легенде — сын Петра Великого от некоей англичанки, прибывшей в Россию, Мэри Дэвенпорт из Дептфорда. Император был крестным отцом Александра.
В 1727 году, спустя два года после смерти Петра Великого, Александр Козенс отбыл в Англию, где и получил образование, но позднее вернулся в Россию. В 1746 году он отплыл из Санкт-Петербурга в Италию, где провёл два года, прежде чем снова отправиться в Англию. В Риме он работал в мастерской французского пейзажиста Клода Жозефа Верне.
В 1760 году Козенс был одним из участников первой публичной выставки работ художников, проживающих в Лондоне, которая проходила в большом зале «Общества искусств». Выставка была организована группой живописцев, которые впоследствии разделились на «Свободное общество» и «Объединённое общество художников». Козенс участвовал в выставках обоих обществ.
С 1763 по 1768 год Козенс работал учителем рисования в Итонском колледже. Он давал уроки принцу Уэльскому, сэру Джорджу Бомонту и Уильяму Бекфорду, одному из идеологов и участнику «готического возрождения», возможно, трём самым важным британским покровителям искусства и коллекционерам своего поколения. Бекфорд продолжал переписываться с Козенсом в течение нескольких последующих лет. Он также практиковал в городе Бат.
Александр Козенс женился на Джульетте Пайн, сестре Джона Пайна. Сын художника, Джон Роберт Козенс, также стал известным пейзажистом. Племянник, Александр Рыцаревич Козенс, был генерал-майором русской императорской армии и первым управляющим Государственным коннозаводством.
Художник скончался в Лондоне в 1786 году.

## Творчество
Александр Козенс — один из самых своеобразных мастеров английской пейзажной живописи. Он редко писал с натуры. Интересовался проблемами композиции и передачи пространства на плоскости. Козенс использовал для создания своих пейзажей технику размывки сепией или тушью по тёмной, чаще коричневой бумаге, а также оригинальный метод: случайные пятна и подтёки краски (англ. blots) при небольшой доработке становились причудливыми пейзажами. Они образовывали небо, облака, горы или деревья. В 1785 году Козенс опубликовал трактат о том, как рисовать пейзажи из клякс, под названием «Новый метод помощи воображению в рисовании оригинальных пейзажных композиций» (A New Method of Assisting the Invention in Drawing Original Compositions of Landscape). Художник считал, что он развивает метод Леонардо да Винчи, который в своих записках упоминал о возможности видеть изображения в случайных пятнах на сырой стене. Тем самым Козенс внёс свой вклад в развитие английского стиля «пикчуреск». Свои сочинения Козенс распространял по подписке среди высших слоев британского общества. Среди подписчиков был Э. Бёрк, Дж. Рейнольдс.
Его техника живописи посредством «пятен» или «клякс», далее усложняемых творческим воображением, с одной стороны, напоминает о традициях китайской живописи или об исканиях Леонардо, а с другой — предвосхищает открытия французского импрессионизма и, позднее, сюрреализма (Макс Эрнст), ташизм и абстрактный экспрессионизм с приёмами дриппинга.

## Галерея

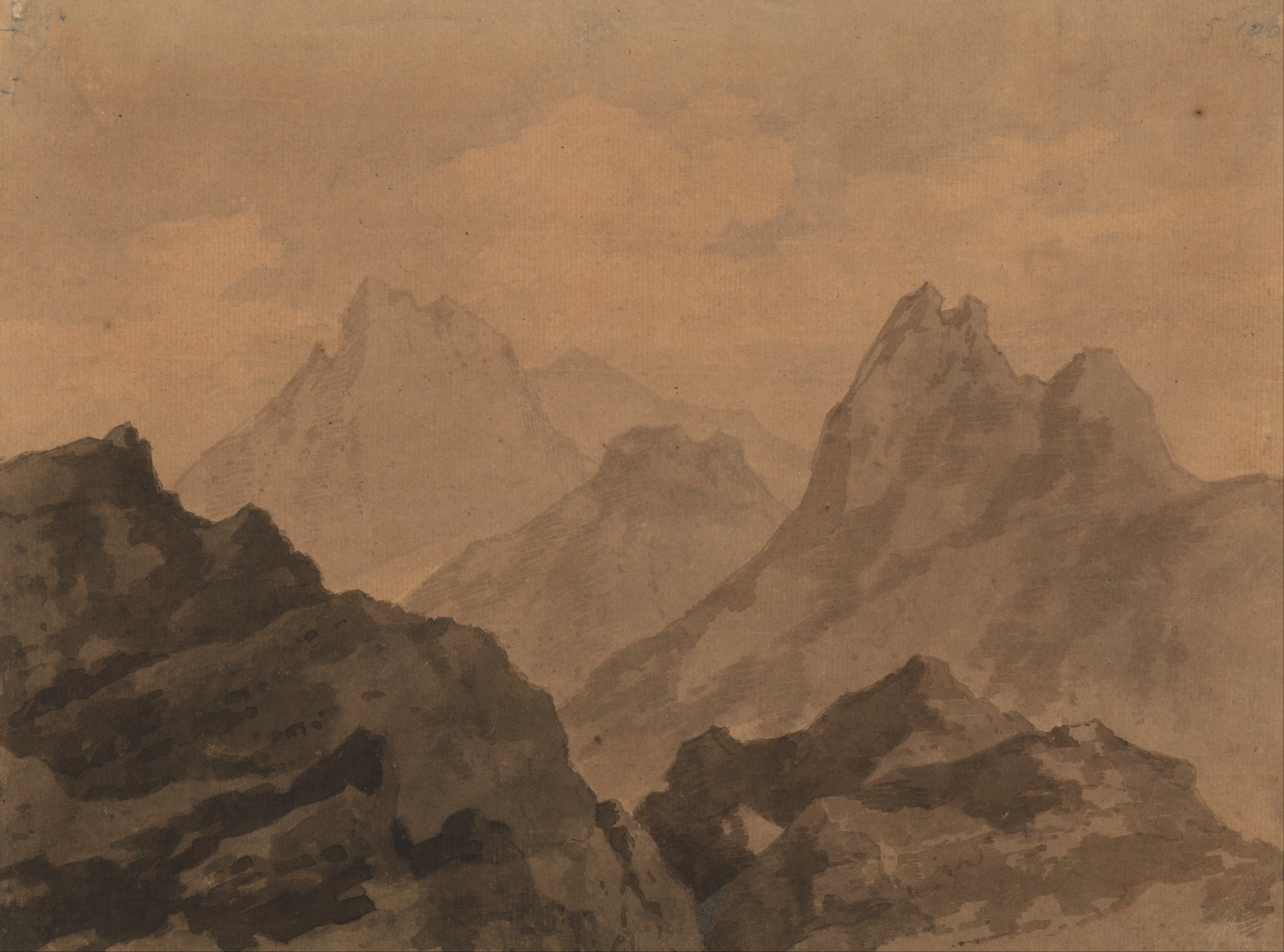
Горные вершины. Ок. 1780. Коричневая бумага, чёрная акварель. Йельский центр британского искусства, Нью-Хейвен, Коннектикут, США
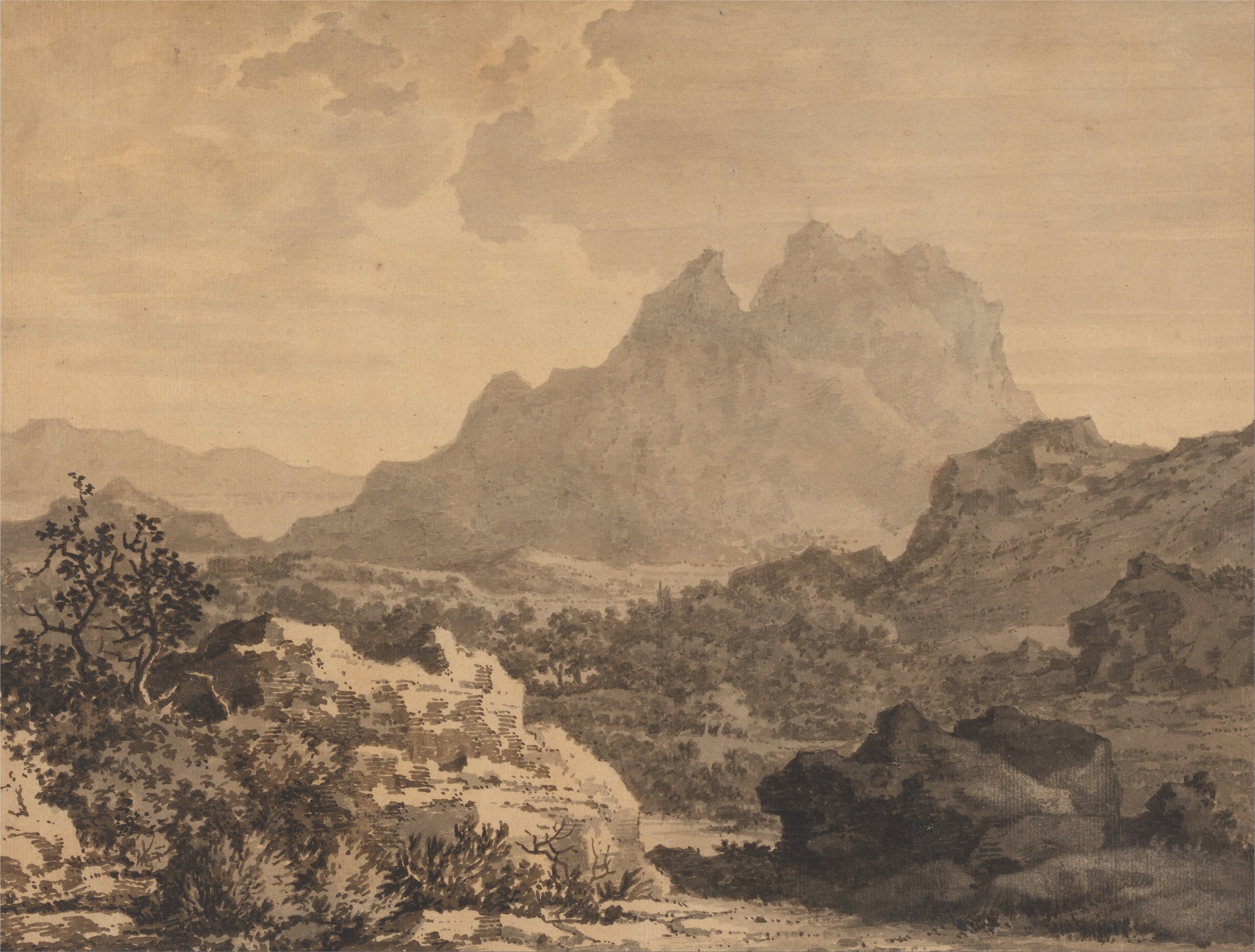
Горный пейзаж. Ок. 1780. Бумага, тушь. Йельский центр британского искусства, Нью-Хейвен, Коннектикут, США
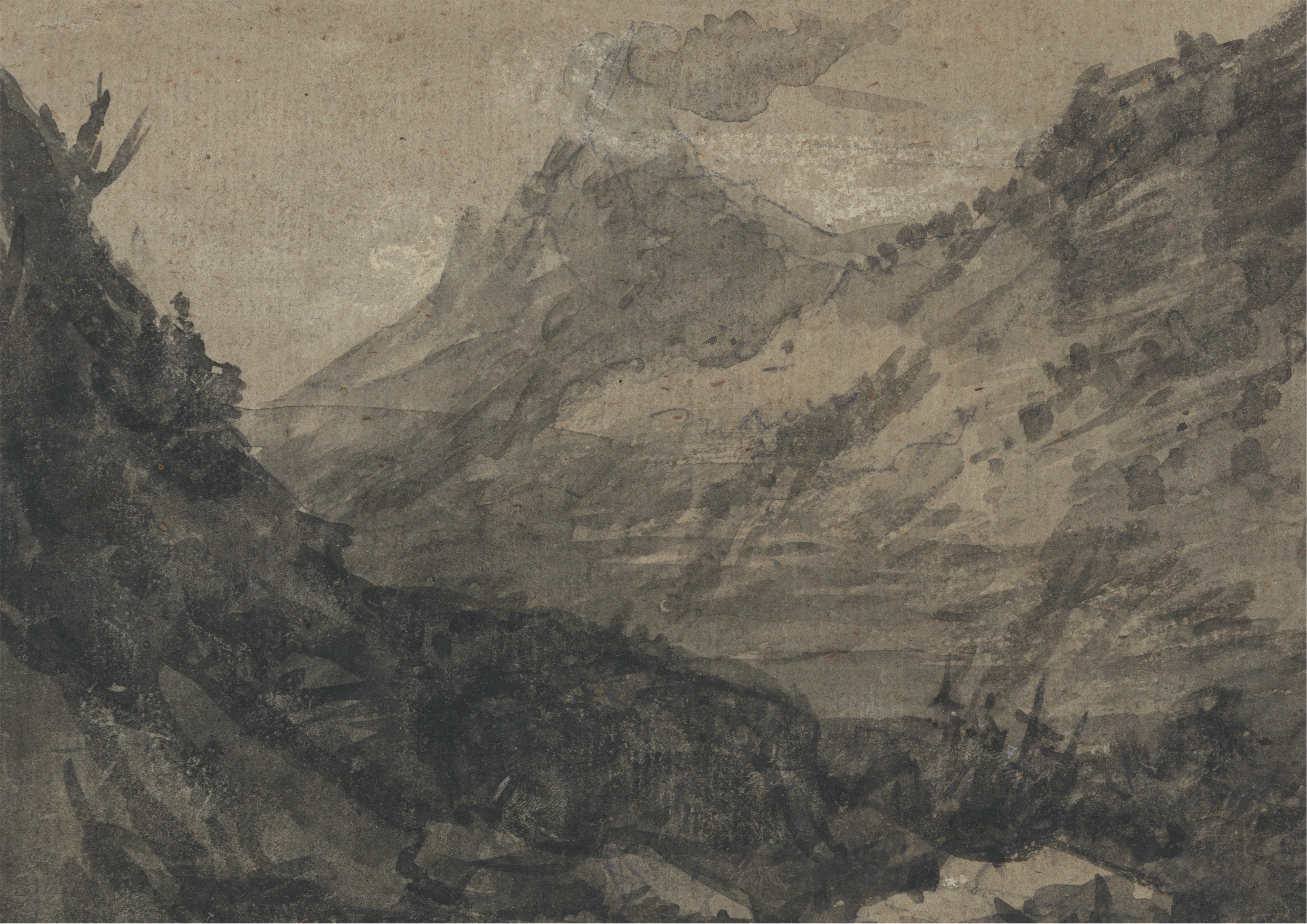
Горный пейзаж. 1770-е. Бумага, тушь. Йельский центр британского искусства, Нью-Хейвен, Коннектикут, США
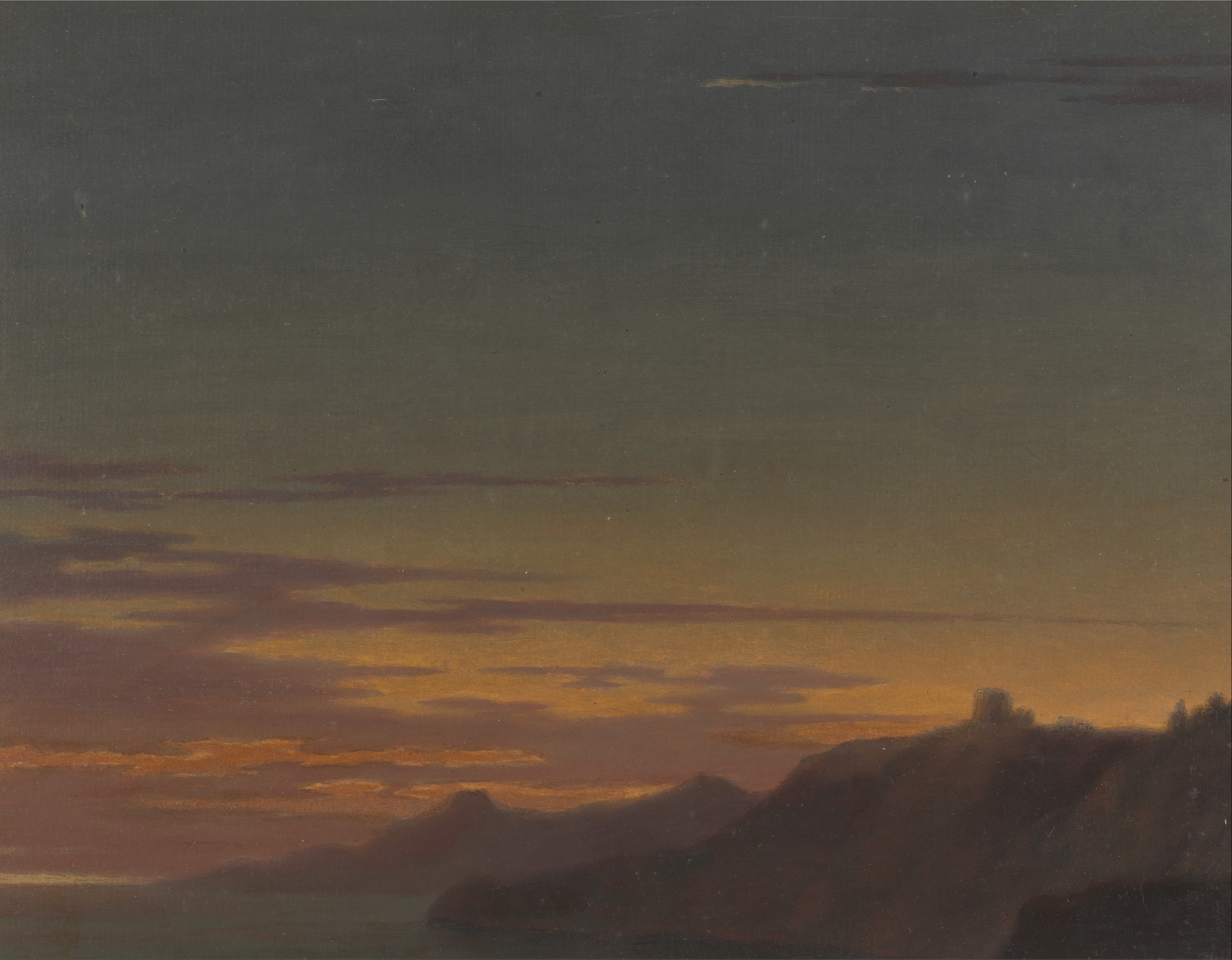
Заход солнца на побережье. Между 1768 и 1775. Бумага, масло. Йельский центр британского искусства, Нью-Хейвен, Коннектикут, США
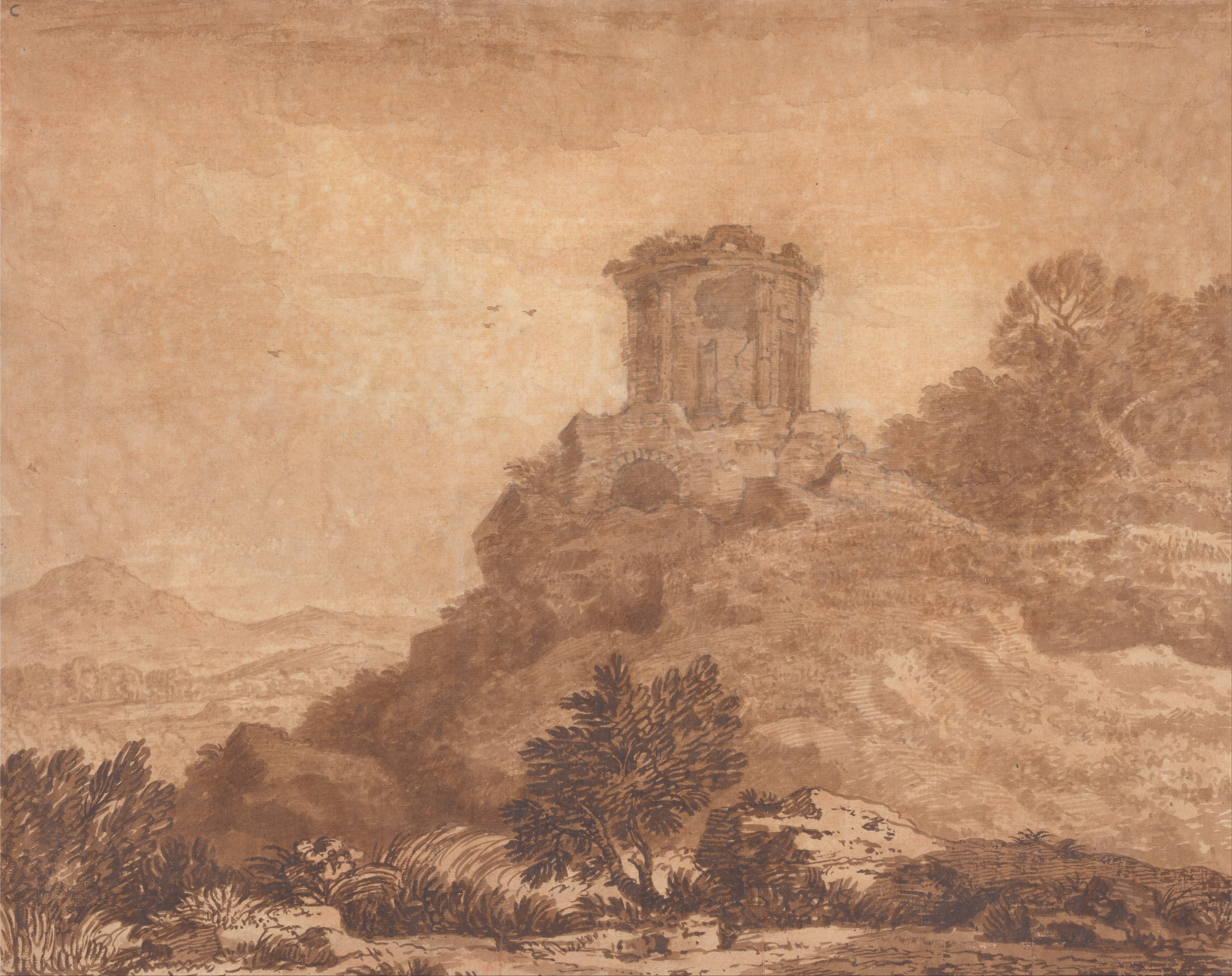
Пейзаж с руинами храма. Между 1746 и 1750. Бумага, сепия, перо, кисть. Йельский центр британского искусства, Нью-Хейвен, Коннектикут, США
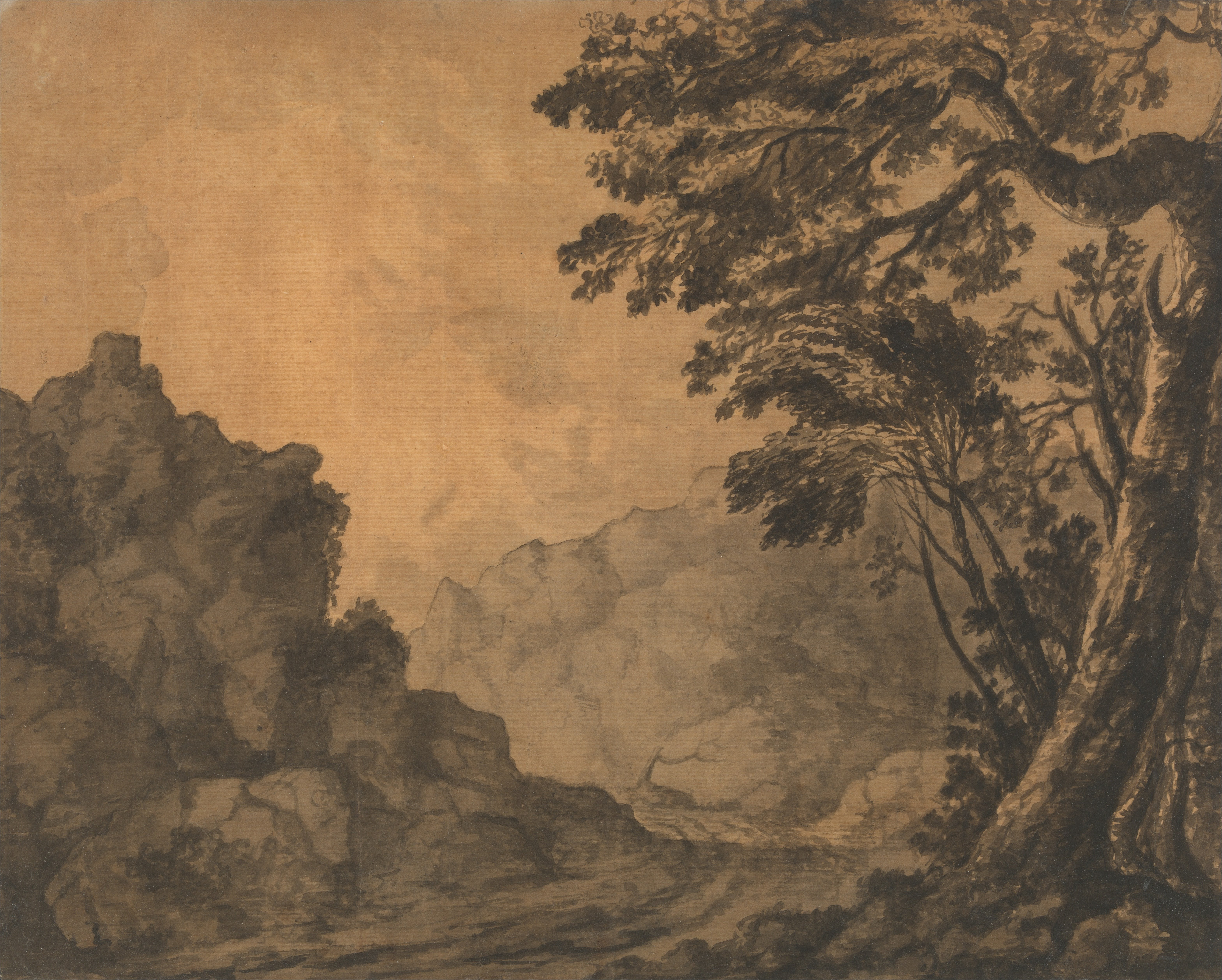
Дорога в горном ландшафте с деревьями справа. Ок. 1780. Бумага, чёрная акварель. Йельский центр британского искусства, Нью-Хейвен, Коннектикут, США
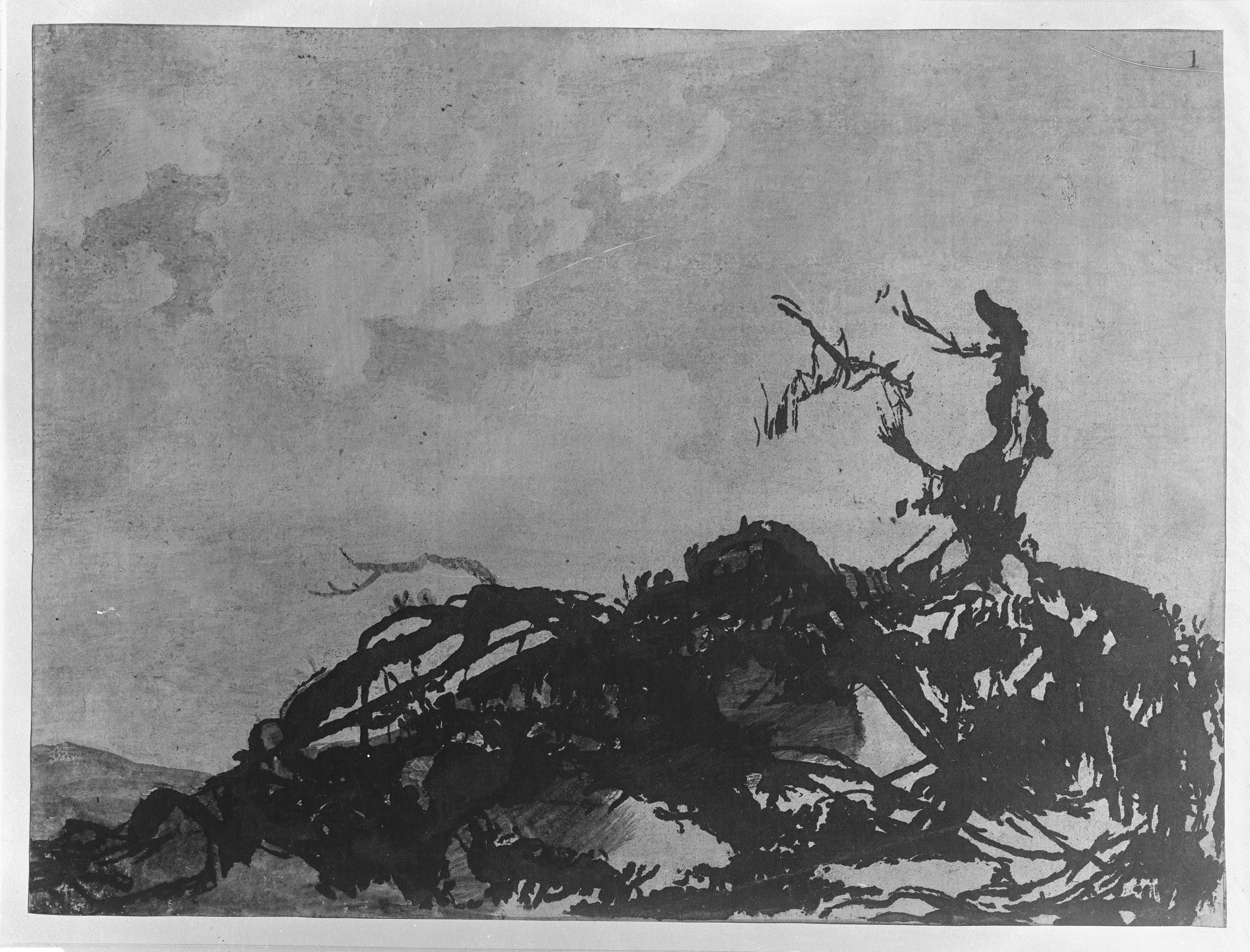
Поваленное дерево. Ок. 1785. Акватинта. Метрополитен-музей, Нью-Йорк
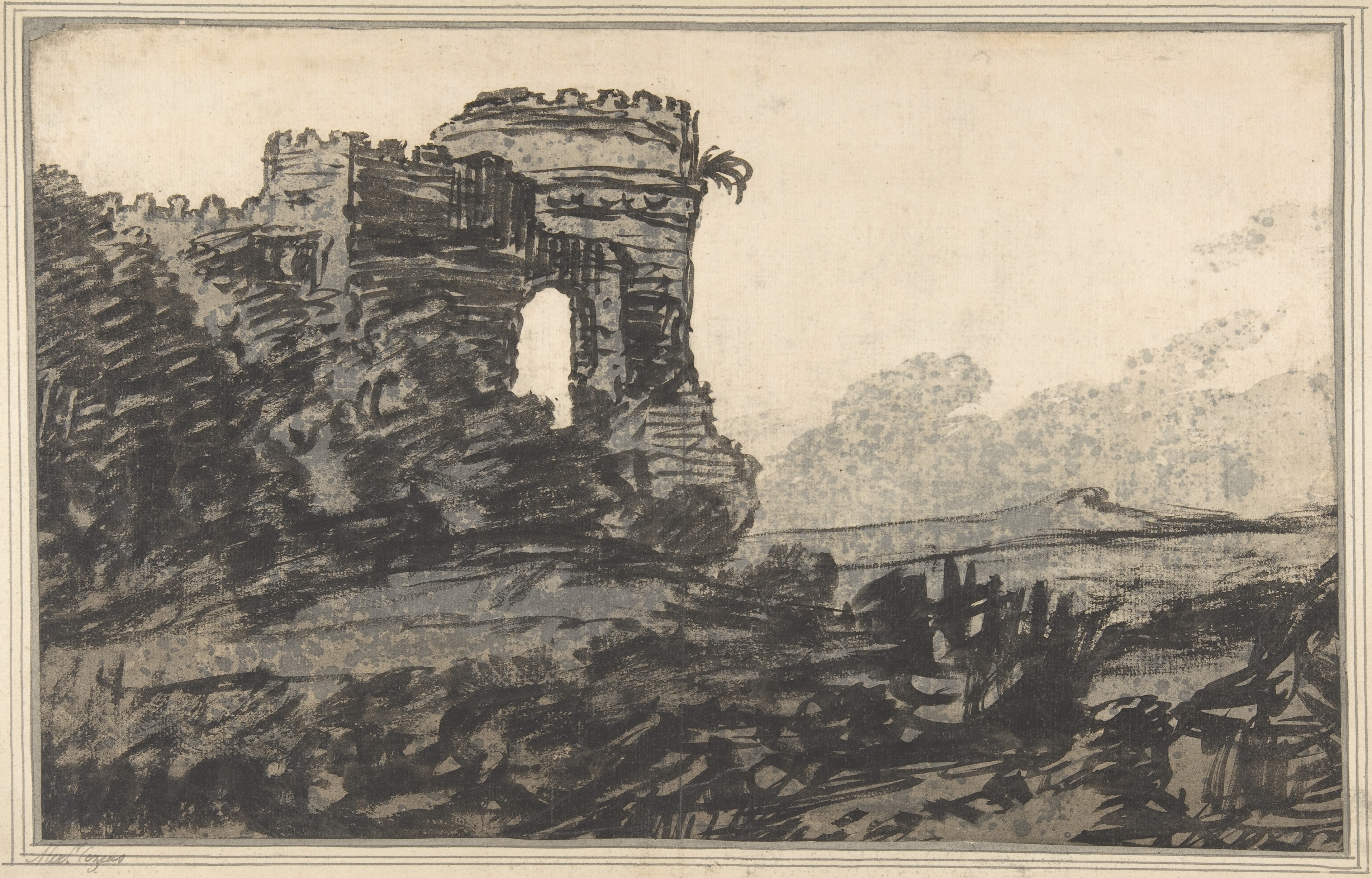
Руины замка и дереья. Между 1735 и 1786. Бумага, чёрная акварель. Метрополитен-музей, Нью-Йорк
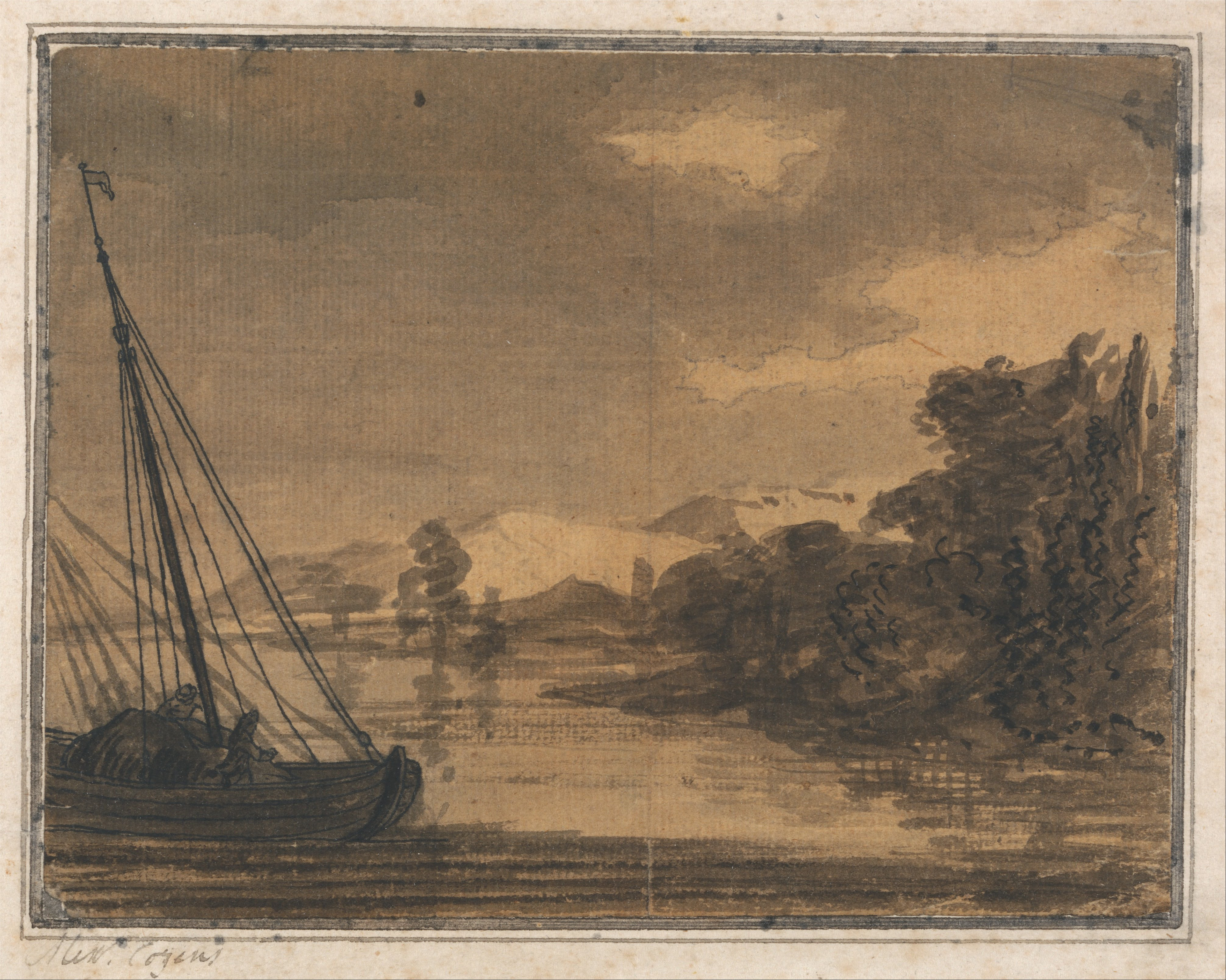
Река и лодка. 1770. Картон, чёрная акварель. Йельский центр британского искусства, Нью-Хейвен, Коннектикут, США
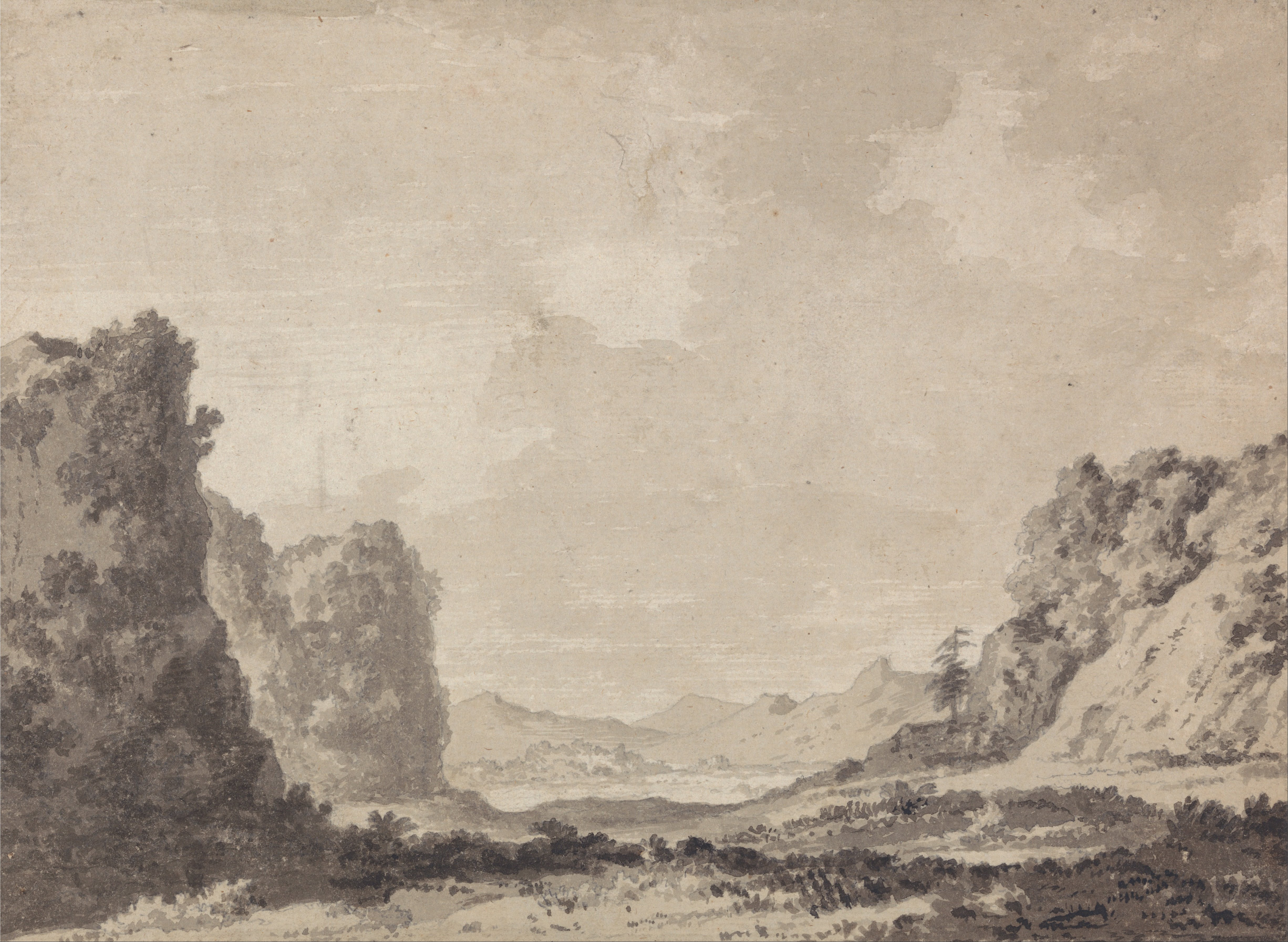
Долина. Между 1775 и 1780. Бумага, чёрная акварель. Йельский центр британского искусства, Нью-Хейвен, Коннектикут, США